# ویکهم مارکت
ویکهم مارکت (به انگلیسی: Wickham Market) یک روستا و محله مدنی در بریتانیا است که در Suffolk Coastal واقع شده‌است. ویکهم مارکت ۲٬۱۵۶ نفر جمعیت دارد.